# Cefisòdot el vell
Cefisòdot el vell (en llatí Cefisodotos, en grec antic Κηφισόδοτος "Kephisódotos") fou un cèlebre escultor atenenc.
La seva germana va ser la primera esposa de l'estrateg Foció, segons diu Plutarc. Plini el Vell diu que va viure a la 102 Olimpíada, és a dir l'any 372 aC.
Va pertànyer a l'escola més jove dels artistes àtics, que van abandonar la bellesa severa i majestuosa de Fídies i van adoptar un estil més lleuger. Algunes de les obres que se li atribueixen podrien ser també del seu net Cefisòdot el jove.
La majoria de les escultures de Cefisòdot el vell que es coneixen es van fer per commemorar esdeveniments públics o almenys per ser dedicades en temples. Destaca entre les seves obres un grup en marbre pentèlic que va fer conjuntament amb Xenofont d'Atenes per al temple de Zeus Sòter a Megalòpolis, format per una estàtua asseguda de Zeus Sòter, amb Àrtemis Soteira a un costat i la ciutat de Megalòpolis a l'altre, segons el descriu Pausànies.
La seva obra més coneguda va ser l'estàtua anomenada Irene i Plutos, on la deessa de la pau sostenia en braços al déu de les riqueses, esculpida per celebrar una assemblea panhel·lènica per la pau potser l'any 371 aC, que Pausànies va veure a l'Àgora d'Atenes. Algunes obres no se sap del cert si són de l'avi o del net, com un grup amb les nou Muses del mont Helicó i una estàtua d'Atena al Pireu. Plini el Vell menciona com a obres d'aquest Cefisòdot, una estàtua de Mercuri amb Baccus als braços a punt d'entregar-lo a les Nimfes, uns baixos relleus i la figura d'un orador desconegut alçant la mà.